# Расмуссен, Кнуд
Кнуд Йо́хан Ви́ктор Ра́смуссен (дат. Knud Johan Victor Rasmussen, 7 июня 1879 года, Якобсхавн — 21 декабря 1933 года, Копенгаген) — датский этнограф, антрополог и полярный исследователь. В первой трети XX века совершил девять научных экспедиций в Гренландию и одну в Канадский арктический архипелаг, в ходе которой первым из европейцев прошёл на собачьих упряжках Северо-западным проходом. Экспедиции Расмуссена внесли значительный вклад в изучение географии этих арктических регионов, а также изучение истории, быта, культуры, традиций и фольклора коренных народов Гренландии и полярных областей Северной Америки.

## Биография
Кнуд Расмуссен родился 7 июня 1879 года в гренландском городе Якобсхавн (Илулиссат) в семье датского миссионера Кристиана Расмуссена, который двадцать восемь лет провёл на острове, и Луизы Флейшер, чья мать была эскимоской. Вплоть до переезда в Данию Кнуд жил среди аборигенов, в совершенстве выучил гренландский язык, а также сроднился с их образом жизни — освоил науку управления санными упряжками, нюансы охоты и т. п.:
«Моими приятелями были коренные гренландцы, с самого раннего детства я играл и работал с охотниками, так что даже тяготы самых напряженных санных поездок были для меня приятной рутиной».
В 1891 году отец получил отпуск на один год, который семья провела в Дании, где Кнуд начал учиться в гимназии. После отпуска отца семья Расмуссенов вернулась в Якобсхавн, а Кнуда оставили на исторической родине продолжать обучение, которое давалось нелегко, прежде всего из-за проблем с родным языком — гренландский язык он знал лучше датского. В 1896 году семья воссоединилась — отец получил небольшой приход в Линге Аллерёд (Зеландия).
После окончания гимназии в 1898 году Кнуд Расмуссен поступил в Копенгагенский университет, где изучал философию, этнографию, историю, а также слушал лекции по географии, геологии, зоологии, ботанике и другим дисциплинам. Ещё во время учёбы он попробовал свои силы как актёр и оперный певец, но без успеха.
В 1900 году в качестве обозревателя для Kristeligt Dagblad Расмуссен сопровождал в поездке по Исландии датского журналиста и писателя Людвига Мюлиуса-Эриксена (с которым близко сошёлся), а на следующий год посетил шведскую Лапландию, где изучал быт и культуру лопарей. В 1908 году Расмуссен опубликовал результаты своего путешествия в книге «Лапландия».
В 1902 году Расмуссен отправился в свою первую экспедицию в Гренландию — в так называемую «Литературную экспедицию» под руководством Людвига Мюлиус-Эриксена. В ней также принимал участие датский художник и писатель Харальд Мольтке, орнитолог и медик Альфред Бертельсен (дат. Alfred Bertelsen) и присоединившийся позже гренландский священник Йорген Брёнлунн. Целью экспедиции было изучить быт и культуру гренландских эскимосов, а также записать их фольклор. Экспедиция продолжалась до сентября 1904 года, её основные задачи были выполнены. Путешественники сначала работали в Западной Гренландии, а затем пересекли по льду на собаках залив Мелвилл и достигли земли эскимосов Эта или, как её назвал Расмуссен, «Королевства северного ветра», и установили контакт с этим самым северным народом Гренландии. Отражением результатов экспедиции стали книги Кнуда «Новые люди» (дат. Nye mennesker (1905), в английском варианте The people of the Polar north — Люди крайнего севера) и «Под ударами северного ветра» (дат. Under nordenvindens svøbe (1906)).
В 1905 году Расмуссен по поручению датского правительства исследовал возможности для оленеводства на западном побережье Гренландии, а в 1906—1908 годах совершил ещё одну поездку на остров, где вновь изучал культуру и быт аборигенов.
Ещё в 1905 году Кнуд узнал, что из-за проблем с навигацией в том году китобоям не удалось достичь пролива Смита, что означало отсутствие возможности для северных эскимосов приобрести для себя товары первой необходимости. Это натолкнуло Кнуда на мысль о создании торговой миссии. В 1910 году на средства, заранее собранные в Дании, он основал около мыса Йорк на берегу залива Мелвилл торговую факторию и назвал её Туле в честь легендарного острова. Предполагалось, что её существование облегчит тяжёлое положение коренных жителей Гренландии. Фактория скупала товары, связанные с охотничьим промыслом, в основном песцовые шкуры, а продавала оружие, горючее, продукты и другие товары. Расмуссен руководил деятельностью фактории вплоть до своей смерти. В 1920 году фактория была официально присоединена к Дании, а Расмуссен стал официальным представителем Дании в Туле.
Организованная Расмуссеном торговая миссия также послужила отправной точкой для семи организованных им полярных экспедиций, которые получили название «тулеских». Они были предприняты в период с 1912 по 1933 годы и охватили огромные территории Гренландии и севера Канады, а также собрали ценнейший научный материал по географии и геологии этих регионов, быту и культуре эскимосских племён от Атлантики до Тихого океана.
Результаты своих исследований Кнуд Расмуссен опубликовал в многочисленных книгах. В 1912 году он стал почётным членом Американского географического общества, а в 1924-м был награждён медалью Чарльза П. Дэли. В 1923 году Королевское географическое общество удостоило его золотой медали основателей. Также Расмуссен был награждён орденом Данеброг степени рыцаря (Дания), орденом Святого Олафа степени командора (Норвегия), орденом Белой розы Финляндии степени командора (Финляндия), орденом Полярной звезды степени рыцаря (Швеция). В 1924 году Копенгагенский университет присвоил Расмуссену степень почётного доктора. Отмечал, что мясо северных оленей не подходило для ездовых собак — от него они становились слабыми.
21 декабря 1933 года Кнуд Расмуссен умер в Копенгагене от последствий пищевого отравления (ботулизма), которое произошло в Гренландии осенью того же года по завершении седьмой тулеской экспедиции.
В Гренландии в доме Расмуссенов, а также в датском Хунестеде, в доме, в котором жил и работал Кнуд, открыты музеи. Именем Кнуда Расмуссена назван класс патрульных кораблей арктической зоны ВМС Дании, а также ряд географических объектов на территории Гренландии — мыс, ледник, горный хребет и область — Земля Кнуда Расмуссена.

## Экспедиции Туле

### Первая экспедиция Туле (1912)
Первая тулеская экспедиция Расмуссена состоялась в 1912 году. Её основной целью было изучение «Пролива Пири», а также возможные поиски Эйнара Миккельсена, двумя годами ранее отправившегося на поиски пропавших Мюлиус-Эриксена и Нильса Хёг-Хагена. В ней приняли участие картограф (а также сооснователь торговой миссии) Петер Фрейхен и двое гренландцев — Увдлориак и Инукитсок. На собачьих упряжках исследователи прошли от Туле около 300 километров на север вдоль западного берега Гренландии до посёлка эскимосов Эта, после чего пересекли ледниковый щит Гренландии и вышли на северо-восточное побережье острова. 4 июня на западном берегу Датского фьорда Расмуссен обнаружил летний лагерь Мюлиус-Эриксена, но не нашёл ни сообщений, ни следов пребывания Миккельсена. От Датского фьорда Расмуссен отправился на север и вблизи фьорда Индепенденс обнаружил руины самого северного поселения палеоэскимосов, получивших название культуры Индепенденс. В рамках путешествия путешественники выяснили, что Земля Пири является полуостровом (не зная о результатах экспедиции Мюлиус-Эриксена), а также картографировали значительные участки северной и северо-восточных областей Гренландии. Всего первая экспедиция Туле продолжалась около четырёх месяцев, по результатам её работы Расмуссен опубликовал книгу «Мой путевой дневник».

### Вторая экспедиция Туле (1916—1917)
Объектом второй экспедиции Туле стало изучение фьордов на севере Гренландии, а также детальное картографирование залива Мелвилл. Экспедиция стартовала из Готхоба 18 апреля. В её состав вошёл датский геолог и картограф Лауге Кох, а несколько позже (в Туле) к ней присоединились шведский ботаник Торильд Вульф, гренландец Генрик Олсен и трое эскимосов — Айяго (Ajako), Inukitsoq и Nasaitordluarssuk («Боцман»). На первом этапе экспедиции Кох и Расмуссен исследовали залив Мелвилл. Кохом были картографированы более 500 км побережья, сам Расмуссен занимался археологическими исследованиями на берегах залива. Эта часть работы была выполнена. Зиму 1916—1917 годов Расмуссен и Кох провели в Туле.
6 апреля 1917 года семеро путешественников отправились на север Гренландии для выполнения второй части научной программы. К 7 мая они благополучно достигли фьорда Сент-Джордж, где был устроен небольшой склад продовольствия. К 23 июня научная работа была закончена — были изучены и картографированы фьорды Шерард-Осборн, Виктория, Норденшельд, а также вновь открытые Й. П. Кох-фьорд и Делонг-фьорд. К сожалению, расчёт на пополнение продуктов за счёт охоты в районе фьордов Виктория и Норденшельд не оправдался, и на обратном пути путешественники столкнулись с острой нехваткой пищи, пришлось убивать собак. Помимо этого при невыясненных обстоятельствах в районе фьорда Сент-Джордж пропал Генрик Ольсен. За 200 километров до селения Эта Расмуссен был вынужден оставить ослабевших Коха и Вульфа с двумя эскимосами, а сам налегке вместе с Айяго отправиться за помощью. За пять дней они добрались до стоянки гренландцев, но помощь опоздала — Торильд Вульф умер, не выдержав тягот выпавших испытаний.
Результаты экспедиции оказались значительными: были картографированы северные области Гренландии в секторе 82-83°35’ СШ — 38-56° ЗД, собрана богатая ботаническая коллекция, проведены геологические и гляциологические исследования. По результатам экспедиции вышли книги Расмуссена «Гренландия вдоль полярного моря», а также научный отчёт Коха «Стратиграфия северо-западной Гренландии».

### Третья и четвёртая экспедиции (1919)
Третья экспедиция Туле носила исключительно практическую цель — организацию склада на мысе Колумбия для экспедиции Руаля Амундсена на судне «Мод». Она проходила без участия её организатора, поход возглавил Готфрид Хансен — датский участник покорения Северо-Западного прохода. Сам Расмуссен в это время находился в Ангмассалике в этнографической экспедиции, результатом которой стал выход сборника «Мифы и саги Гренландии».

### Пятая экспедиция Туле (Датская этнографическая экспедиция, 1921—1924)
Целью пятой, самой амбициозной по замыслам экспедиции Туле (The Danish Ethnographic Expedition to Arctic North America 1921—1924) было изучение фольклора, этнографии и антропологии коренных жителей полярных областей Северной Америки от востока Канады до Аляски, а также археологические изыскания. В экспедиции приняли участие, помимо Расмуссена, Петер Фрейхен (картограф и зоолог), Кай Биркет-Смит (этнограф), Хельге Бангстед (ассистент), Теркель Матиассен (археолог и картограф), Якоб Олсен (гренландец) — переводчик, а также шестеро эскимосов (по трое мужчин и женщин — охотники, каюры, швеи).
Экспедиция стартовала 7 сентября 1921 года и уже в начале 20-х чисел разбила базовый лагерь на Датском острове в западной части Гудзонова залива, откуда в течение последующих двух с половиной лет различные партии совершали продолжительные санные экспедиции на юг, запад и север американского континента. Были налажены контакты и изучены племена инуитов нетсилик, иглулик, карибу, проведены археологические исследования. 11 апреля 1923 года Расмуссен в сопровождении двух эскимосов отправился в своё самое протяженное путешествие длиною в 18 000 километров. В начале двадцатых чисел мая следующего года он достиг мыса Барроу на Аляске — крайней северной точки континента и самого северного поселения инуитов, после чего благополучно добрался до Нома. По пути он посетил едва ли не все инуитские племена и собрал богатейший этнографический и фольклорный материал.
Экспедиция привезла в Данию коллекцию из более чем 20 000 предметов, из которых 15 000 были этнографическими и археологическими экспонатами, значительно пополнившими Датские музеи. Результаты научной работы экспедиции были опубликованы в 10-томном издании. Книга Расмуссена об экспедиции «Across Arctic America: Narrative of the Fifth Thule Expedition» была переведена на русский язык и опубликована под названием «Великий санный путь».

### Шестая и седьмая экспедиции (1931—1933)
Следующей целью экспедиций Расмуссена стало восточное побережье Гренландии, которое он впервые посетил в 1919 году. В 1931 году на 10-тонном мотоботе «Дагмар» Расмуссен прошёл вдоль восточного побережья острова от южной оконечности до Ангмагссалика, сделав несколько остановок и наметив планы работы на будущий сезон (эта разведка получила название шестой экспедиции Туле).
Cедьмая (и последняя) экспедиция Туле (1932—1933) Кнуда Расмуссена представляла собой хорошо организованное и финансируемое правительством Дании мероприятие. Целью экспедиции на этот раз было детальное картографирование значительных участков юго-восточного побережья Гренландии, проведение геологических, геодезических и биологических исследований между мысом Фарвель и заливом Скорсби. Несмотря на то, что между ними по прямой всего 380 миль, за счёт многочисленных фьордов протяженность береговой линии составляет тысячи миль. Экспедиция была оснащена восемью моторными судами и самолётом, аппаратурой для проведения кино-, фото- и аэросъёмки, на первом этапе её численность составляла 35 датчан (в том числе научный коллектив: капитан Карл Габель-Йоргенсен (геодезист), Эрик Холтвед, доктор Поул Норлунд (археолог), Р. Богвад (дат. R. Bøgvad — геолог), Поул Хансен (биолог) и Теркель Матиассен (этнограф)) и 28 гренландцев, а на втором этапе (1933) более 150 человек (из которых 50 европейцев, включая одного англичанина и четверых немцев). Поставленные перед экспедицией задачи были выполнены, однако научных результатов её работы Расмуссену увидеть было не суждено. Осенью 1933 года в Ангмагссалике он отравился мясом, и, несмотря на все возможные предпринятые меры, скончался 21 декабря 1933 года в возрасте 54 лет в больнице Копенгагена.
Похоронен на Западном кладбище Копенгагена.

## Краткая библиография
- Rasmussen, Knud. Under Nordenvindens Svøbe. — Copenhagen: Gyldendal, 1906. — 226 с.
- Rasmussen, Knud. Lapland. — Kjøbenhavn : Gyldendal, 1907. — 170 с.
- Rasmussen, Knud. The people of the Polar north / Herring, G.. — London: K. Paul, Trench, Trübner & co., ltd., 1908. — 608 с.
- Rasmussen, Knud. Eskimo Folk-Tales / W. Worster. — London, Copenhagen, Christiania: Gyldendal, 1921. — 194 с.
- Rasmussen, Knud. Greenland by the Polar Sea; the story of the Thule expedition from Melville bay to Cape Morris Jesup / Asta and Rowland Kenny. — New York: Frederic A. Stokes Company, 1921. — 482 с.
- Rasmussen, Knud. Across Arctic America. — G.P.Putnams Sons, 1927. — 545 с.
- Rasmussen, Knud. Report Of The Fifth Thule Expedition 1921—24. The Danish Expedition To Arctic North America In Charge of Knud Rasmussen, 10 volumes:

- Rasmussen, Knud. Intellectual culture of the Iglulik Eskimos. — Copenhagen, 1929. — 350 с.
- Rasmussen, Knud. Observations on the intellectual culture of the Caribou Eskimos. — Copenhagen, 1930.
- Rasmussen, Knud. Iglulik and Caribou Eskimo tests. — Copenhagen, 1930.
- Rasmussen, Knud. The Netsilik Eskimos, social life and spiritual culture. — Copenhagen: Gyldendal, 1931. — 668 с.
- Rasmussen, Knud. The Eagle's Gift: Alaska Eskimo Tales / Isobel Hutchinson. — Doubleday, Doran, Incorporated, 1932. — 235 с.
- Rasmussen, Knud. Intellectual Culture of Copper Eskimos. — Gyldendal, 1932. — 350 с.